# Université de Californie à Merced
L'université de Californie à Merced (communément nommée UC Merced) est un campus de l'université de Californie, situé à Merced. Le campus est 217 kilomètres (135 miles) de San Francisco. C'est le 10e campus de l'Université, fondé le 6 septembre 2005, devenant ainsi la première université américaine fondée au XXIe siècle.

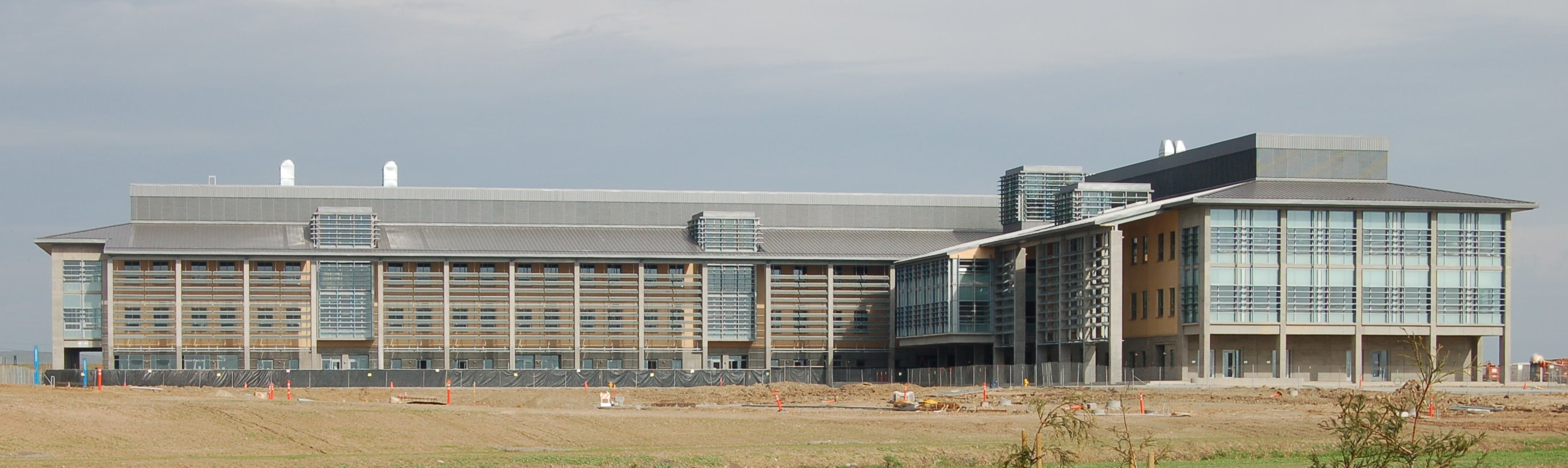
Le Science and Engineering Building, encore construction en janvier 2006.

L'Université accueille trois facultés :
- School of Engineering
- School of Natural Sciences
- School of Social Sciences, Humanities, and Arts

Le campus est bordé par le Lake Yosemite sur un de ses côtés, et est traversée par deux canaux. Les bâtiments seront groupés en « quartiers » selon les disciplines universitaires enseignées, à la manière du campus d'Irvine. Le plan du campus ainsi que ses premiers bâtiments ont été créés par Skidmore, Owings & Merrill.

## Inscription du campus en 2005
Inscription totale : 878 étudiants
Inscription du premier cycle : 841
- Femmes : 427
- Hommes : 414